# 福島県教育会館
福島県教育会館（ふくしまけんきょういくかいかん）は、福島県福島市にあるホールである。

## 概要
福島市上浜町の阿武隈川河畔に位置する建物で、福島県内の教育文化の発展に寄与するために、福島県教職員組合の拠点施設として県内の教職員の積立金や募金により建設され、1956年に竣工した。鉄筋コンクリート造の2階建ての建物である。設計はミド同人で、主に福島県田村郡三春町出身で当時前川國男の事務所に在籍していた大高正人により行われた。建物は向かって右側の事務所棟と左側のホール棟に分けられ、事務所等は鉄筋コンクリートの柱と梁でシンプルな構造に造られ、開口部が大きく確保されている。ホール棟は折板構造の壁と波形シェル構造の屋根を組み合わせた特徴的な構造をしており、室内空間が無柱で大きく取られている。これは世界平和記念聖堂の設計コンペにて以前に前川國男により提案されており、その時のスタッフである大高が実現したものと言える。広島ピースセンターと並ぶ初期の戦後復興期のモダニズムの代表的建築であり、2003年にDOCOMOMOJapanにより「日本におけるモダン・ムーブメントの建築100選」に選出された。

## 施設
- 第1会議室 - 119平方メートル、60（会議形式）～100人（椅子席のみ）収容
- 第2会議室 - 58平方メートル、24～40人収容
- 第3会議室 - 40平方メートル、24～40人収容
- 大ホール - 738平方メートル。626人収容
- ギャラリー - 260平方メートル
- 駐車場

## 入居団体
- 福島県教職員組合
  - 福島県教職員組合福島支部
- 福島県立高等学校教職員組合
- 教職員共済生活協同組合福島県事業所
- 公益財団法人日本教育公務員弘済会福島支部

## アクセス
- JR福島駅より徒歩20分
- 東北自動車道福島西ICより自動車で約20分。